# Donje Tihovo
Donje Tihovo je naselje u Hrvatskoj u sastavu Grada Delnica. Nalazi se u Primorsko-goranskoj županiji.

## Zemljopis
Jugozapadno su Gornje Tihovo, Donji Turni, Raskrižje Tihovo, Marija Trošt, Gornji Turni, izvor rječice Kupice, park-šuma Japlenški vrh, Delnice, sjeverno je Velika Lešnica, sjeveroistočno su Mala Lešnica i Radočaj Brodski. Istočno je Skrad i geomorfološki rezervat Vražji prolaz i Zeleni vir. Jugoistočno su Podstena, Kupjak i Zalesina, južno jugoistočno je Dedin.

## Stanovništvo
| broj stanovnika | 27    | 49    | 33    | 36    | 38    | 37    | 32    | 39    | 20    | 20    | 21    | 13    | 11    | 11    | 8     | 5     | 4     |
|                 | 1857. | 1869. | 1880. | 1890. | 1900. | 1910. | 1921. | 1931. | 1948. | 1953. | 1961. | 1971. | 1981. | 1991. | 2001. | 2011. | 2021. |